# Bernoullische Annahmen
Die Bernoullischen Annahmen sind Vereinfachungen der physikalischen Balkentheorie, die sich als Teilgebiet der Technischen Mechanik mit dem Verhalten belasteter Balken beschäftigt. Sie werden auch als Bernoulli-Hypothese oder Bernoullische Hypothese oder Normalenhypothese von Bernoulli bezeichnet und sind benannt nach Jakob I Bernoulli, von dem sie aufgestellt und dann in die Theorie übertragen wurden.

## Inhalt der Annahmen
Vorausgesetzt wird, dass der Balken schlank ist. Seine Länge ist wesentlich größer als seine Querschnittsabmessungen.
Bernoulli geht von einem schubstarren Balken {\displaystyle G\cdot {\tilde {A}}=\infty } aus. Dabei steht {\displaystyle G} für das Schubmodul, {\displaystyle {\tilde {A}}} für die Querschnittsfläche. Es tritt also ausschließlich Biegung auf und die Schubverformung hat keinen weiteren Einfluss.
1. Bernoulli’sche Hypothese: Senkrechtbleiben der Querschnitte
Balkenquerschnitte, die vor der Verbiegung senkrecht auf der Balkenachse standen, stehen auch nach der Verbiegung senkrecht auf der deformierten Balkenachse.
(Aus dem Winkelerhalt folgt, dass Schubstarrheit {\displaystyle G\cdot {\tilde {A}}=\infty } gefordert wird.)
2. Bernoulli’sche Hypothese: Ebenbleiben der Querschnitte
Die Querschnitte bleiben auch nach der Verbiegung in sich eben und verwölben sich nicht.
(Unter Berücksichtigung von Gleichgewicht folgt die Forderung nach Schubstarrheit {\displaystyle G\cdot {\tilde {A}}=\infty }.)

## Anwendung
In der schubstarren Balkentheorie 1. Ordnung gibt es unter den Bernoullischen Annahmen folgende Differentialgleichungen für die Queranteile:
- {\displaystyle {\frac {\mathrm {d} V(x)}{\mathrm {d} x}}=-q(x)}[5]

- {\displaystyle {\frac {\mathrm {d} M(x)}{\mathrm {d} x}}=V(x)+m(x)}[5]

- {\displaystyle {\frac {\mathrm {d} \varphi (x)}{\mathrm {d} x}}=-\left[{\frac {M(x)}{E\cdot I(x)}}+\kappa ^{e}(x)\right]}[5]

- {\displaystyle {\frac {\mathrm {d} w(x)}{\mathrm {d} x}}=\varphi (x)}

mit
- der Laufkoordinate x entlang der Balkenachse
- dem Elastizitätsmodul E
- dem Flächenträgheitsmoment I(x)
- V(x) der Querkraft
- q(x) der Gleichlast (Querbelastung pro Längeneinheit[5])
- M(x) dem Biegemoment

- m(x) dem Streckenmoment (Biegebelastung pro Längeneinheit[5])
- φ(x) der Verdrehung
- κe(x) der eingeprägten Krümmung
- w(x) der Durchbiegung.